# Tadeusz Chachaj
Tadeusz Chachaj (ur. 3 marca 1929 w Górach Gorzkowskich, zm. 15 grudnia 2021 w Białymstoku) – polski dyrygent, kompozytor i aranżer.

## Życiorys
Dyrygenturę symfoniczno-operową ukończył w 1956 roku pod kierunkiem Tadeusza Wilczaka i Waleriana Bierdiajewa. Artysta doskonalił swoje umiejętności m.in. na kursach dyrygenckich prowadzonych przez prof. Pawła Kleckiego (1965) oraz Arvida Jansona (1973).
W 1958 roku został drugim dyrygentem Rzeszowskiej Orkiestry Symfonicznej. W latach 1971–1989 pełnił funkcję dyrektora i kierownika artystycznego Symfonicznej Orkiestry w Białymstoku, która za jego kadencji została przemianowana na Państwową Filharmonię w Białymstoku.
Koncertował niemal we wszystkich polskich filharmoniach, a także prawie we wszystkich krajach Europy (z wyjątkiem Anglii, Grecji i Portugalii). Dyrygował m.in. takimi zespołami jak: I Musici di Torino, Camerata Versailles w Paryżu, Wileńską Orkiestrą Kameralną S. Sondeckisa, Filharmonią Wileńską, Filharmonią „Mołdowa” w Jassi – Rumunia, budapeszteńską „MAV”, Narodową Filharmonią w Hawanie, Akademicką Filharmonią w Mińsku. Na inauguracyjnym koncercie festiwalu „Jazz Jamboree” (1978) w Warszawie dyrygował prawykonaniem kompozycji na zespół jazzowy i orkiestrę symfoniczną. Prowadził kursy dyrygenckie w Bruck an der Mur – Austria (1986 – 1987). W latach 80. wielokrotnie koncertował z Filharmonią Białostocką w Niemczech, Francji, Austrii i we Włoszech. Zajmował się aranżacją muzyczną – zwłaszcza muzyki popularnej, a także kompozycją. Interesował się elementami jazzowymi w muzyce symfonicznej.
W 1993 roku został dyrektorem naczelnym i artystycznym Łomżyńskiej Orkiestry Kameralnej. Z okazji 45-lecia pracy artystycznej Tadeusza Chachaja w dniu 11 października 2001 w auli II Liceum Ogólnokształcącego w Łomży odbył się koncert jubileuszowy, gdzie wystąpili soliści: Wiesław Ochman – tenor, Aleksandra Stokłosa – sopran, Elżbieta Pańko – mezzosopran. Zespołem kierował do przejścia na emeryturę w 2004 roku. Z rąk następcy otrzymał tytuł I Honorowego Dyrygenta Orkiestry. W roku 2005 został Honorowym Obywatelem Łomży. Obecnie wraz z małżonką Danutą mieszka w Białymstoku.
Zmarł 15 grudnia 2021.

## Kompozycje
- Suita Rzeszowska nr 1
- Suita Rzeszowska nr 2
- Suita Lubelska
- Pieśni Rzeszowskie (1965)
- Czardasz (1967)